# Lubomierz (gmina)
Lubomierz – gmina miejsko-wiejska w województwie dolnośląskim, w powiecie lwóweckim. W latach 1975–1998 gmina położona była w województwie jeleniogórskim.
Siedziba gminy to Lubomierz.
Według danych z 30 czerwca 2004 gminę zamieszkiwało 5949 osób. Natomiast według danych z 30 czerwca 2020 roku gminę zamieszkiwało 6195 osób.

## Struktura powierzchni
Według danych z roku 2002 gmina Lubomierz ma obszar 130,39 km², w tym:
- użytki rolne: 68%
- użytki leśne: 23%

Gmina stanowi 18,37% powierzchni powiatu.

## Demografia

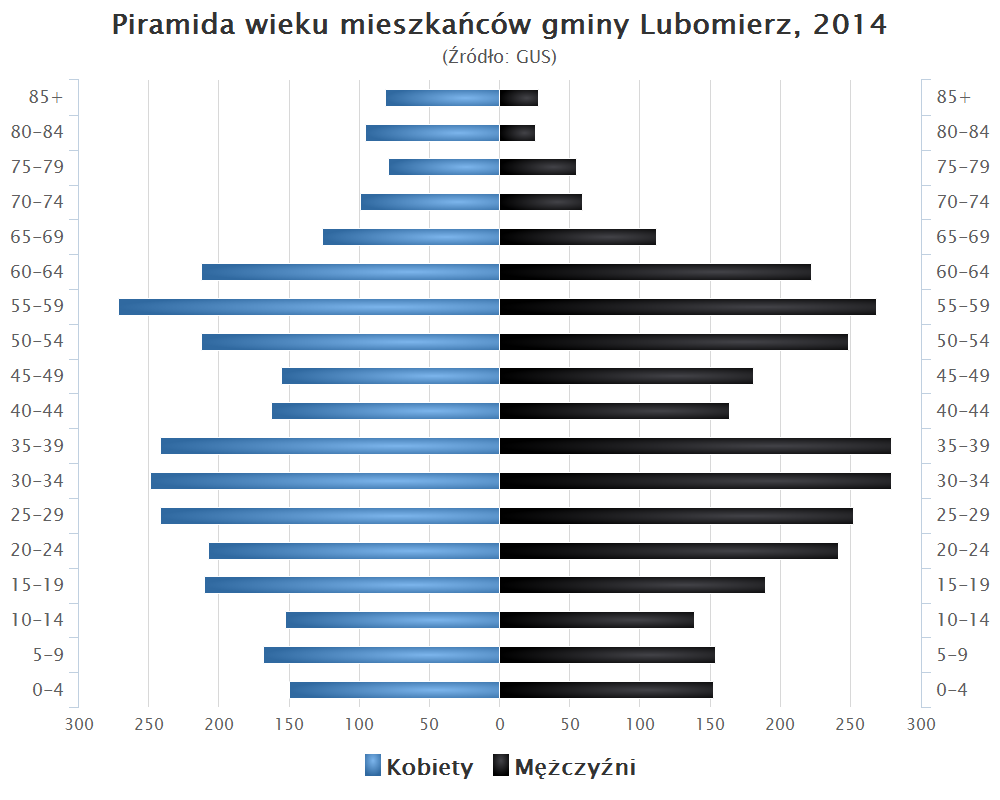
Piramida wieku mieszkańców gminy Lubomierz w 2014 roku

Dane z 30 czerwca 2004:
| Opis                              | Ogółem | Ogółem | Kobiety | Kobiety | Mężczyźni | Mężczyźni |
| --------------------------------- | ------ | ------ | ------- | ------- | --------- | --------- |
| jednostka                         | osób   | %      | osób    | %       | osób      | %         |
| populacja                         | 5949   | 100    | 2985    | 50,2    | 2964      | 49,8      |
| gęstość zaludnienia (mieszk./km²) | 45,6   | 45,6   | 22,9    | 22,9    | 22,7      | 22,7      |

## Sołectwa
Chmieleń, Golejów, Janice, Maciejowiec, Milęcice, Oleszna Podgórska, Pasiecznik, Pławna Dolna, Pławna Górna, Pokrzywnik, Popielówek, Radoniów, Wojciechów.
Miejscowość bez statusu sołectwa: Zalesie.

## Sąsiednie gminy
Gryfów Śląski, Lwówek Śląski, Mirsk, Stara Kamienica, Wleń.